# Уас

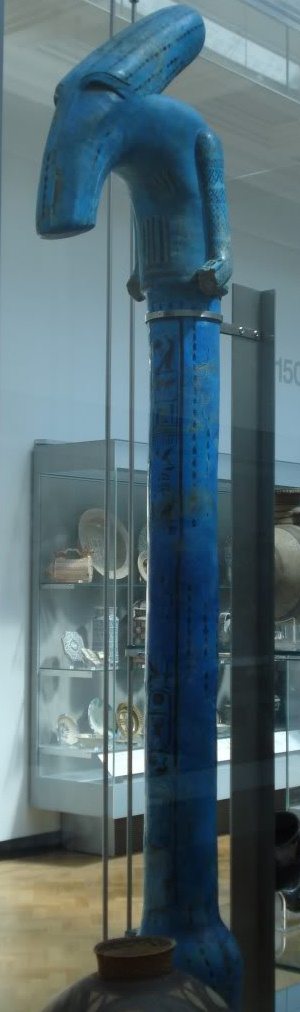
Посох уас из Омбоса найден в 1895 году

Уас (егип. w3s — «сила, власть») — древнеегипетский символ, встречающийся в искусстве, иероглифике, связанной с древнеегипетской религией. Изображался в виде длинного посоха с раздвоенным концом и навершием в виде головы животного бога Сета.

Посох уас был символом власти и силы, ассоциировался с древнеегипетскими богами Сетом и Анубисом и фараоном. Позже уас обозначал борьбу с силами хаоса, которыми руководил Сет.
| wAs |

| wAs |

В погребальном ритуале посох уас рассматривался как символ помощи усопшего в загробном мире и потому изображался в росписи гробницы или гроба, либо являлся частью погребальной утвари. Также уас мог служить амулетом. В представлении древних египтян, небо стояло на четырёх столбах, похожих на посох-уас. Уас также был символом IV нома в Верхнем Египте со столицей Уасет.
Позднее этим символом украшали фризы на стенах гробниц. Популярным мотивом во все времена было изображение двух скипетров уас, которые окаймляли по краям поле картины или надписи и своими головами поддерживали идеограмму «небо». Он был связан с иероглифами джед (здоровье, стабильность) и анх (жизнь).
Ранний образец скипетра уас датируется V династией.

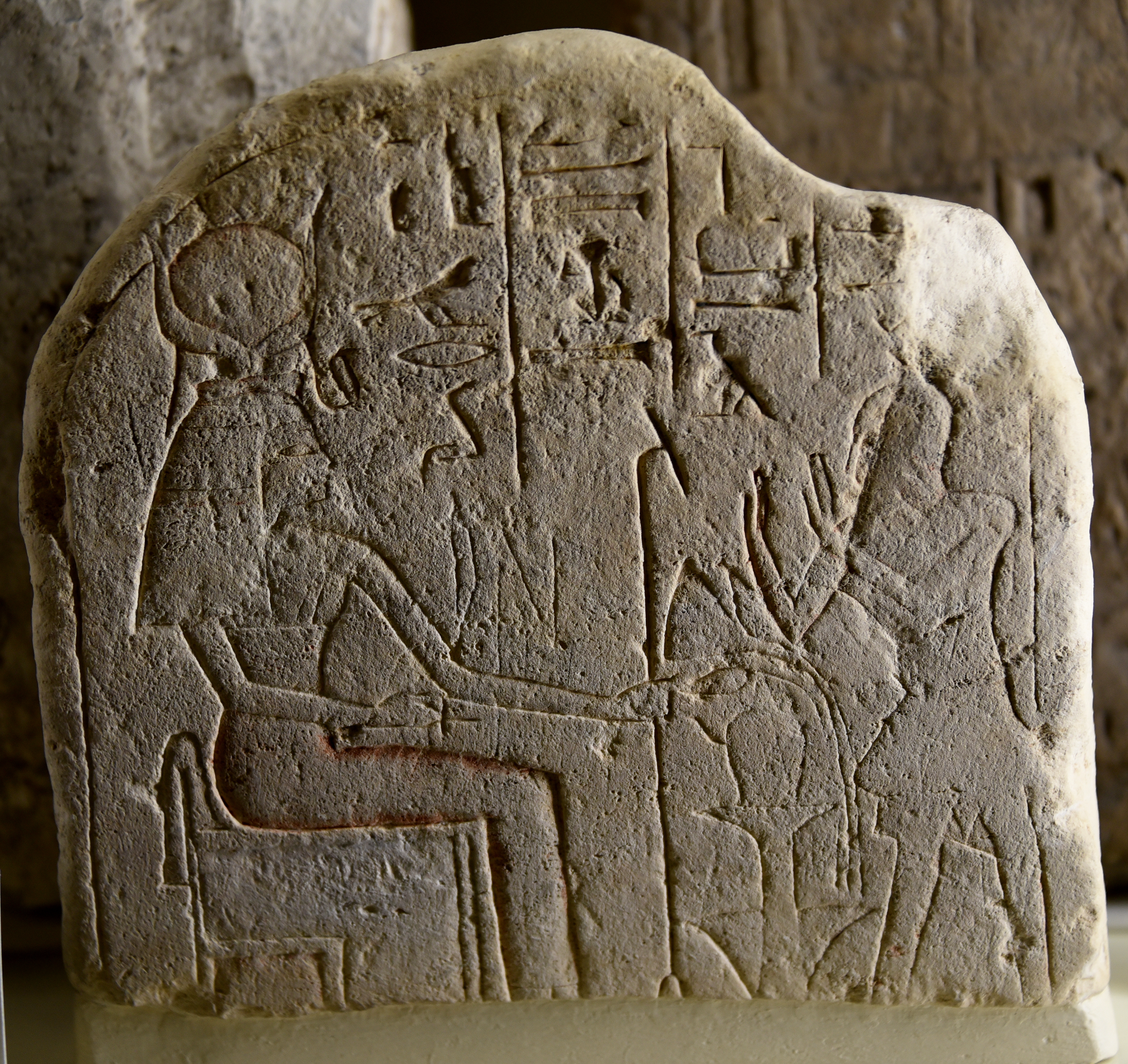
Исида держит посох уас. Среднее царство. Музей Питри (Лондон)
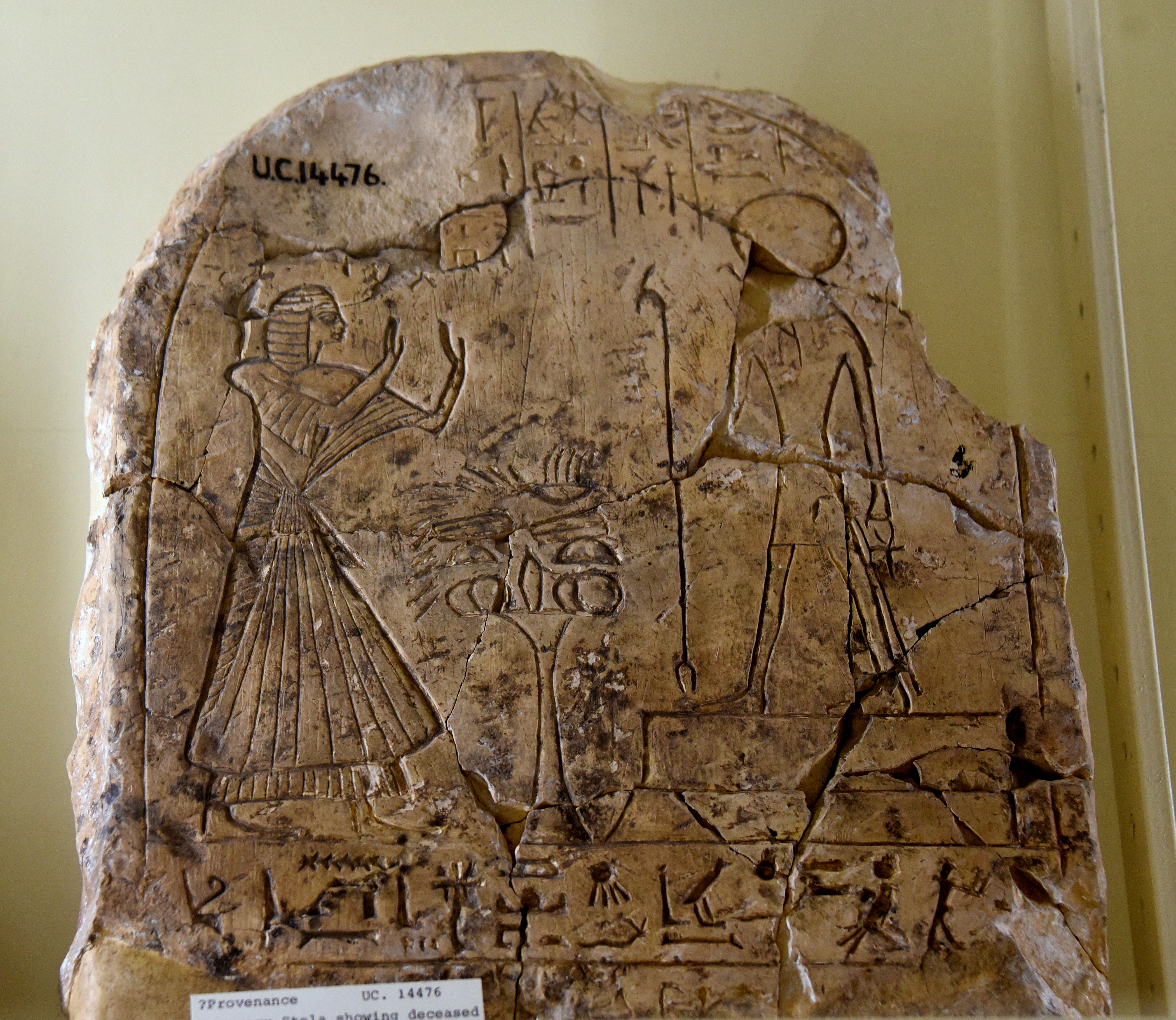
Ра-Хорахти (справа) с посохом уас, XIX династия. Музей Питри
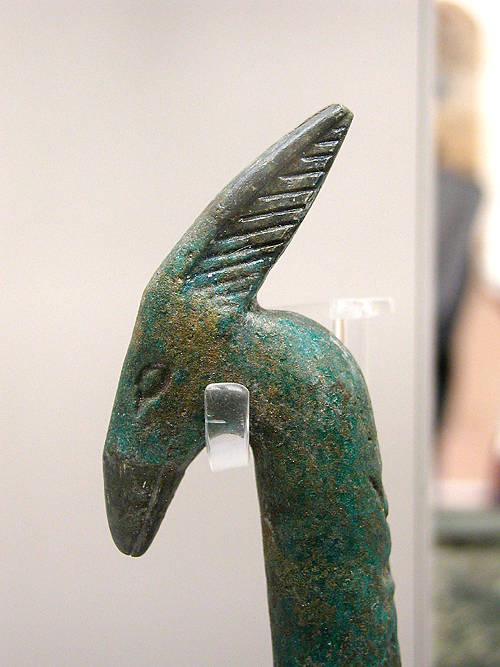
Навершие посоха. Британский музей
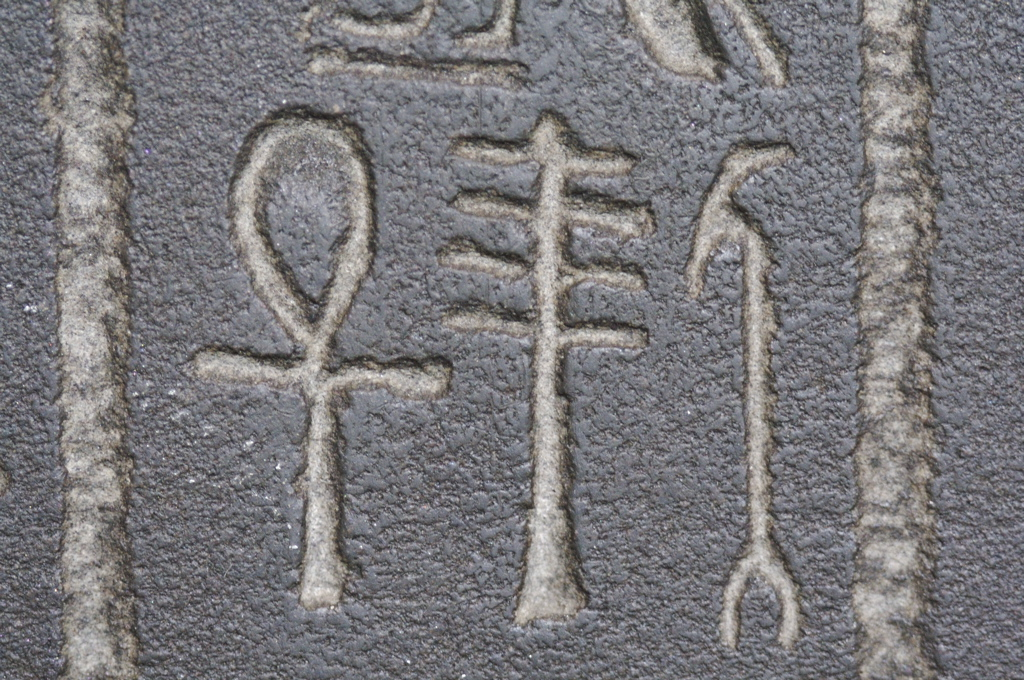
Пример использования символа уас в иероглифике. Британский музей